# Furudono
Furudono (jap. 古殿町 Furudono-machi) – miasto w Japonii, na wyspie Honsiu, w prefekturze Fukushima. Według danych na rok 2020 miejscowość zamieszkiwało 4 825 mieszkańców , a gęstość zaludnienia wyniosła 29,5 os./km².